# Erebia sideris
Erebia sideris är en fjärilsart som beskrevs av Hans Fruhstorfer 1918. Erebia sideris ingår i släktet Erebia och familjen praktfjärilar. Inga underarter finns listade i Catalogue of Life.